# Ranheim Fotball 2012
Questa voce raccoglie le informazioni riguardanti il Ranheim Fotball nelle competizioni ufficiali della stagione 2012.

## Stagione
Il Ranheim chiuse il campionato al 7º posto. L'avventura nella Coppa di Norvegia 2012 terminò invece al primo turno, con l'eliminazione per mano del Verdal. I calciatori più utilizzati in stagione furono Bendik Bye ed Eirik Malmo, con 31 presenze ciascuno (30 in campionato, una in coppa). Il miglior marcatore fu Robert Stene con 11 reti, tutte nella 1. divisjon.

## Maglie e sponsor
Lo sponsor tecnico per la stagione 2012 fu Umbro, mentre lo sponsor ufficiale fu DnB. La divisa casalinga era composta da una maglietta blu con inserti bianchi, pantaloncini bianchi e calzettoni blu. Quella da trasferta era invece costituita da una maglia bianca con inserti blu, pantaloncini blu e calzettoni bianchi.
| Casa | Trasferta |

## Rosa
| N. |                     | Ruolo | Calciatore          |
| -- | ------------------- | ----- | ------------------- |
| 1  | Norvegia (bandiera) | P     | Even Barli          |
| 3  | Norvegia (bandiera) | D     | Ivar Sandvik        |
| 4  | Norvegia (bandiera) | C     | Osei Oviasu         |
| 5  | Norvegia (bandiera) | D     | Eirik Malmo         |
| 6  | Norvegia (bandiera) | D     | Kristian Sørli      |
| 7  | Norvegia (bandiera) | C     | Mads Reginiussen    |
| 8  | Norvegia (bandiera) | D     | Ole Kristian Kråkmo |
| 9  | Norvegia (bandiera) | A     | Daniel Krogstad     |
| 10 | Nigeria (bandiera)  | A     | Emeh Izuchukwu      |
| 11 | Norvegia (bandiera) | A     | Bendik Bye          |
| 13 | Norvegia (bandiera) | C     | Fredrik Midtsjø     |
| 13 | Norvegia (bandiera) | A     | Robert Stene        |
| 14 | Norvegia (bandiera) | C     | Thomas Rønning      |
| 15 | Norvegia (bandiera) | C     | Aleksander Foosnæs  |
| 16 | Norvegia (bandiera) | C     | Kristoffer Løkberg  |

| N. |                     | Ruolo | Calciatore         |
| -- | ------------------- | ----- | ------------------ |
| 17 | Norvegia (bandiera) | A     | Michael Karlsen    |
| 17 | Norvegia (bandiera) | C     | Fredrik Lund       |
| 18 | Norvegia (bandiera) | C     | Brede Moe          |
| 19 | Norvegia (bandiera) | D     | Christoffer Aasbak |
| 20 | Norvegia (bandiera) | A     | Kim Riksvold       |
| 21 | Norvegia (bandiera) | A     | Michael Stilson    |
| 22 | Norvegia (bandiera) | P     | Emil Niemi         |
| 23 | Norvegia (bandiera) | C     | Gjermund Åsen      |
| 24 | Norvegia (bandiera) | C     | Erlend Gundersen   |
| 24 | Norvegia (bandiera) | A     | Andreas Rye        |
| 25 | Norvegia (bandiera) | D     | Are Tronseth       |
| 26 | Norvegia (bandiera) | P     | Eivind Bratseth    |
| 26 | Norvegia (bandiera) | C     | Espen Solheim      |
| 28 | Norvegia (bandiera) | P     | Bjørn Muller       |

## Calciomercato

### Sessione invernale(dal 01/01 al 31/03)
| Acquisti | Acquisti            | Acquisti   | Acquisti |
| R.       | Nome                | da         | Modalità |
| -------- | ------------------- | ---------- | -------- |
| P        | Even Barli          | svincolato |          |
| D        | Ole Kristian Kråkmo | svincolato |          |
| D        | Are Tronseth        | svincolato |          |
| C        | Gjermund Åsen       | Rosenborg  | prestito |
| C        | Kristoffer Løkberg  | svincolato |          |
| C        | Osei Oviasu         | svincolato |          |
| C        | Mads Reginiussen    | svincolato |          |
| C        | Thomas Rønning      | svincolato |          |
| A        | Emeh Izuchukwu      | svincolato |          |

| Cessioni | Cessioni                | Cessioni      | Cessioni      |
| R.       | Nome                    | a             | Modalità      |
| -------- | ----------------------- | ------------- | ------------- |
| P        | Eivind Bratseth         |               | ritiro        |
| P        | Andreas Lindberg        |               | svincolato    |
| D        | Nicholas Lyngmo         |               | svincolato    |
| C        | Gjermund Åsen           | Rosenborg     | fine prestito |
| C        | Finn-Magnus Johannessen | Byåsen        | definitivo    |
| C        | Kristoffer Løkberg      | Sheffield Utd | fine prestito |
| C        | Osei Oviasu             | Rosenborg     | fine prestito |
| C        | Mads Reginiussen        | Rosenborg     | fine prestito |
| C        | Espen Sødahl            | Byåsen        | definitivo    |
| C        | Vegard Voll             | Levanger      | definitivo    |
| A        | Jo Sondre Aas           | Sandefjord    | definitivo    |
| A        | Christian Sæther Moen   |               | svincolato    |

### Sessione estiva(dal 01/08 al 31/08)
| Acquisti | Acquisti           | Acquisti  | Acquisti   |
| R.       | Nome               | da        | Modalità   |
| -------- | ------------------ | --------- | ---------- |
| D        | Christoffer Aasbak | Rosenborg | prestito   |
| C        | Gjermund Åsen      | Rosenborg | definitivo |
| C        | Fredrik Midtsjø    | Rosenborg | prestito   |
| A        | Michael Karlsen    | Hødd      | definitivo |
| A        | Kim Riksvold       | Rosenborg | prestito   |

| Cessioni | Cessioni      | Cessioni    | Cessioni      |
| R.       | Nome          | a           | Modalità      |
| -------- | ------------- | ----------- | ------------- |
| C        | Gjermund Åsen | Rosenborg   | fine prestito |
| A        | Robert Stene  | Fredrikstad | definitivo    |

## Risultati

### 1. divisjon

#### Girone di andata
| Arbitro: | Lundby |

|                  |           |                                    |
| Barli 49’ (aut.) | Marcatori | 6’ Reginiussen 47’ Moe 69’ Stilson |

| Arbitro: | Gya |

|                             |           |  |
| Stene 10’, 81’ Tronseth 29’ | Marcatori |  |

| Arbitro: | Rafiq |

|  |           |           |
|  | Marcatori | 59’ Stene |

| Arbitro: | Rafiq |

|           |           |            |
| Stene 73’ | Marcatori | 51’ Søgård |

| Arbitro: | Toppe |

|                               |           |                  |
| Giæver 58’ (rig.) Solberg 83’ | Marcatori | 5’ Stene 56’ Bye |

| Arbitro: | Eskås |

|             |           |            |
| Stilson 14’ | Marcatori | 82’ Bjerke |

| Arbitro: | Lundby |

|                         |           |  |
| Aas 27’ Brekke 65’, 75’ | Marcatori |  |

| Arbitro: | Døvle (Larvik) |

|                                                                                  |           |  |
| Stene 41’ (rig.), 52’ Bye 62’ Rønning 74’ Stilson 78’ Krogstad 83’ Izuchukwu 87’ | Marcatori |  |

| Arbitro: | Eskås |

|                        |           |                 |
| Tokstad 23’ Møller 59’ | Marcatori | 12’ Reginiussen |

| Arbitro: | Gya |

|                     |           |                                |
| Kleven 27’ Dale 58’ | Marcatori | 3’ Bye 35’ Reginiussen 86’ Moe |

| Arbitro: | Lundby |

|         |           |             |
| Bye 17’ | Marcatori | 42’ Standal |

| Arbitro: | Eskås |

|  |           |                                     |
|  | Marcatori | 47’ Stene 68’ Løkberg 79’ Izuchukwu |

| Arbitro: | Gjermshus |

|               |           |                               |
| Izuchukwu 80’ | Marcatori | 19’ Strange 72’ Olsen Solberg |

| Arbitro: | Rafiq |

|          |           |           |
| Nome 46’ | Marcatori | 62’ Stene |

| Arbitro: | Toppe |

|                                             |           |             |
| El Masrouri 7’ (aut.) Tronseth 12’ Åsen 79’ | Marcatori | 83’ Nervold |

#### Girone di ritorno
| Arbitro: | Ahlsen |

|                              |           |                              |
| Kristjánsson 2’ Andersen 53’ | Marcatori | 20’ Stilson 90’ (rig.) Stene |

| Arbitro: | Steen |

|                                                     |           |                |
| Moe 58’ Tronseth 59’ Izuchukwu 89’ Stene 90’ (rig.) | Marcatori | 19’ H. Lysvoll |

| Hamar 19 agosto 2012, ore 18:00 18ª giornata                               | HamKam    | 2 – 1 referto | Ranheim | Briskeby Arena (1.700 spett.) |
| \| \| \| \| \| Lehne Olsen 23’ Nedrebø 79’ \| Marcatori \| 63’ Krogstad \| |           |               |         |                               |
|                                                                            |           |               |         |                               |
| Lehne Olsen 23’ Nedrebø 79’                                                | Marcatori | 63’ Krogstad  |         |                               |

| Trondheim 26 agosto 2012, ore 18:00 19ª giornata | Ranheim | 0 – 0 referto | Bryne | DnB Arena (189 spett.)\| Arbitro: \| Rafiq \| |
| Arbitro:                                         | Rafiq   |               |       |                                               |

| Arbitro: | Ahlsen |

|            |           |                              |
| Sellin 47’ | Marcatori | 21’ Åsen 81’ Moe 90’ Stilson |

| Arbitro: | Gya |

|             |           |                        |
| Stilson 50’ | Marcatori | 40’ Ca. Hansen 76’ Aas |

| Arbitro: | Nilsen |

|                    |           |               |
| Ohr 22’ Stokke 69’ | Marcatori | 80’ Izuchukwu |

| Arbitro: | Ahlsen |

|                         |           |            |
| Moe 48’ Reginiussen 73’ | Marcatori | 68’ Ertsås |

| Arbitro: | Sandmoen (Kjelsås) |

|                |           |  |
| Dos Santos 39’ | Marcatori |  |

| Arbitro: | Kringstad |

|                                            |           |                       |
| Bye 29’ Reginiussen 37’ Karlsen 90’ (rig.) | Marcatori | 57’ Jenssen 60’ Sande |

| Kongsvinger 14 ottobre 2012, ore 18:00 26ª giornata                                 | Kongsvinger | 2 – 2 referto            | Ranheim | Gjemselund Stadion (996 spett.) |
| \| \| \| \| \| Myklebust 44’ Hæstad 81’ \| Marcatori \| 59’ Karlsen 74’ Krogstad \| |             |                          |         |                                 |
|                                                                                     |             |                          |         |                                 |
| Myklebust 44’ Hæstad 81’                                                            | Marcatori   | 59’ Karlsen 74’ Krogstad |         |                                 |

| Arbitro: | Hansen |

|            |           |           |
| Karlsen 9’ | Marcatori | 83’ Olsen |

| Arbitro: | Gya |

|              |           |                            |
| Riksvold 90’ | Marcatori | 11’ Elyounoussi 50’ Breive |

| Arbitro: | Hagenes |

|                       |           |                              |
| Llullaku 3’ Aalbu 68’ | Marcatori | 28’ Krogstad 57’ (rig.) Åsen |

| Arbitro: | Sælen (Bergen) |

|              |           |                         |
| Krogstad 90’ | Marcatori | 42’ Olsen 69’ Høibråten |

### Coppa di Norvegia
| Arbitro: | Lystad |

|                       |           |              |
| Olsen 29’ Kløvjan 64’ | Marcatori | 81’ Krogstad |

## Statistiche

### Statistiche di squadra
| Competizione      | Punti | In casa | In casa | In casa | In casa | In casa | In casa | In trasferta | In trasferta | In trasferta | In trasferta | In trasferta | In trasferta | Totale | Totale | Totale | Totale | Totale | Totale | DR  |
| Competizione      | Punti | G       | V       | N       | P       | Gf      | Gs      | G            | V            | N            | P            | Gf           | Gs           | G      | V      | N      | P      | Gf     | Gs     | DR  |
| ----------------- | ----- | ------- | ------- | ------- | ------- | ------- | ------- | ------------ | ------------ | ------------ | ------------ | ------------ | ------------ | ------ | ------ | ------ | ------ | ------ | ------ | --- |
| 1. divisjon       | 43    | 15      | 6       | 5       | 4       | 30      | 17      | 15           | 5            | 5            | 5            | 25           | 23           | 30     | 11     | 10     | 9      | 55     | 40     | +15 |
| Coppa di Norvegia | -     | 0       | 0       | 0       | 0       | 0       | 0       | 1            | 0            | 0            | 1            | 1            | 2            | 1      | 0      | 0      | 1      | 1      | 2      | -1  |
| Totale            | -     | 15      | 6       | 5       | 4       | 30      | 17      | 16           | 5            | 5            | 6            | 26           | 25           | 31     | 11     | 10     | 10     | 56     | 42     | +14 |

### Statistiche dei giocatori
| Giocatore      | 1. divisjon | 1. divisjon | 1. divisjon | 1. divisjon | Coppa di Norvegia | Coppa di Norvegia | Coppa di Norvegia | Coppa di Norvegia | Totale   | Totale | Totale      | Totale     |
| Giocatore      | Presenze    | Reti        | Ammonizioni | Espulsioni  | Presenze          | Reti              | Ammonizioni       | Espulsioni        | Presenze | Reti   | Ammonizioni | Espulsioni |
| -------------- | ----------- | ----------- | ----------- | ----------- | ----------------- | ----------------- | ----------------- | ----------------- | -------- | ------ | ----------- | ---------- |
| C. Aasbak      | 1           | 0           | 0           | 0           | 0                 | 0                 | 0                 | 0                 | 1        | 0      | 0           | 0          |
| G. Åsen        | 25          | 3           | 2           | 0           | 0                 | 0                 | 0                 | 0                 | 25       | 3      | 2           | 0          |
| E. Barli       | 28          | 0           | 0           | 0           | 1                 | 0                 | 0                 | 0                 | 29       | 0      | 0           | 0          |
| E. Bratseth    | 0           | 0           | 0           | 0           | 0                 | 0                 | 0                 | 0                 | 0        | 0      | 0           | 0          |
| B. Bye         | 30          | 5           | 1           | 0           | 1                 | 0                 | 0                 | 0                 | 31       | 5      | 1           | 0          |
| A. Foosnæs     | 2           | 0           | 0           | 0           | 1                 | 0                 | 0                 | 0                 | 3        | 0      | 0           | 0          |
| E. Gundersen   | 0           | 0           | 0           | 0           | 0                 | 0                 | 0                 | 0                 | 0        | 0      | 0           | 0          |
| E. Izuchukwu   | 25          | 5           | 1           | 0           | 1                 | 0                 | 0                 | 0                 | 26       | 5      | 1           | 0          |
| M. Karlsen     | 10          | 3           | 0           | 0           | 0                 | 0                 | 0                 | 0                 | 10       | 3      | 0           | 0          |
| O. Kråkmo      | 15          | 0           | 1           | 0           | 0                 | 0                 | 0                 | 0                 | 15       | 0      | 1           | 0          |
| D. Krogstad    | 24          | 5           | 0           | 0           | 1                 | 1                 | 0                 | 0                 | 25       | 6      | 0           | 0          |
| K. Løkberg     | 26          | 1           | 5           | 0           | 1                 | 0                 | 1                 | 0                 | 27       | 1      | 6           | 0          |
| F. Lund        | 1           | 0           | 0           | 0           | 0                 | 0                 | 0                 | 0                 | 1        | 0      | 0           | 0          |
| E. Malmo       | 30          | 0           | 1           | 0           | 1                 | 0                 | 0                 | 0                 | 31       | 0      | 1           | 0          |
| F. Midtsjø     | 10          | 0           | 1           | 0           | 0                 | 0                 | 0                 | 0                 | 10       | 0      | 1           | 0          |
| B. Moe         | 29          | 5           | 4           | 0           | 1                 | 0                 | 1                 | 0                 | 30       | 5      | 5           | 0          |
| B. Muller      | 2           | 0           | 0           | 0           | 0                 | 0                 | 0                 | 0                 | 2        | 0      | 0           | 0          |
| E. Niemi       | 0           | 0           | 0           | 0           | 0                 | 0                 | 0                 | 0                 | 0        | 0      | 0           | 0          |
| O. Oviasu      | 4           | 0           | 0           | 0           | 1                 | 0                 | 0                 | 0                 | 5        | 0      | 0           | 0          |
| M. Reginiussen | 28          | 5           | 4           | 0           | 1                 | 0                 | 0                 | 0                 | 29       | 5      | 4           | 0          |
| K. Riksvold    | 8           | 1           | 0           | 0           | 0                 | 0                 | 0                 | 0                 | 8        | 1      | 0           | 0          |
| T. Rønning     | 27          | 1           | 2           | 0           | 1                 | 0                 | 0                 | 0                 | 28       | 1      | 2           | 0          |
| A. Rye         | 0           | 0           | 0           | 0           | 0                 | 0                 | 0                 | 0                 | 0        | 0      | 0           | 0          |
| I. Sandvik     | 0           | 0           | 0           | 0           | 0                 | 0                 | 0                 | 0                 | 0        | 0      | 0           | 0          |
| E. Solheim     | 0           | 0           | 0           | 0           | 0                 | 0                 | 0                 | 0                 | 0        | 0      | 0           | 0          |
| K. Sørli       | 6           | 0           | 0           | 0           | 1                 | 0                 | 0                 | 0                 | 7        | 0      | 0           | 0          |
| R. Stene       | 19          | 11          | 2           | 0           | 1                 | 0                 | 1                 | 0                 | 20       | 11     | 3           | 0          |
| M. Stilson     | 27          | 6           | 7           | 0           | 1                 | 0                 | 0                 | 0                 | 28       | 6      | 7           | 0          |
| A. Tronseth    | 28          | 3           | 6           | 0           | 0                 | 0                 | 0                 | 0                 | 28       | 3      | 6           | 0          |